# ケソン市
ケソン市 (ケソンし、Quezon City) は、フィリピンのメトロ・マニラ (Metro Manila) と呼ばれるマニラ首都圏 (National Capital Region, NCR) 内の都市。フィリピンの旧首都 (1948-1976) であり、また首都であるマニラの北東に隣接している。マニラ近郊のなかでは比較的新しくできた市でもあり、広大な面積を計画的に整備されているため、交通渋滞も少ない。面積166.20km²、人口 2,960,048人 （2020年）である。ケソンとはフィリピンのコモンウェルス初代大統領のマニュエル・ケソンの功績から名付けられた。
フィリピン大学（国立）とアテネオ大学もケソン市にある。

## 地理
ケソンはルソン島メトロ・マニラの1/4の面積を占める、メトロ・マニラで最も大きい市である。市の南西にマニラ市、西と北西はカローカン市とバレンズエラ市に接している。また、南側にサンフアン市が横たわり、さらに、マンダルーヨン市とパシグ市にも接している。東側では、マリキナ市と接し、さらにリサール州とも接している。北側ではマリラオ川を境にブラカン州に接している。
市内はいくつかの地域に分けられているが、その境界ははっきりと定義されているわけではない。主として、住宅地域ごとにわかれているもので、南側ではディリマン (Diliman) 、コモンウェルス (Commonwealth) 、プロジェクトエリア (The Project Areas) 、クバオ (Cubao) 、カミアス (Kamias) 、カムニン (Kamuning) 、ニューマニラ (New Manila) 、サン・フランシスコ・デル・モンテ (San Francisco del Monte) 、そしてサンタメサハイツ (Sta. Mesa Heights) が含まれている。また、北側には、ノバリチェス地域 (Novaliches) があり、これにはフェアビュー (Fairview) とラグロ (Lagro) が含まれている。

## 住宅区画/地区

### ディリマン (Diliman)
市の南部中心に位置するディリマン (Diliman) 地区は、市庁舎を含む、多くの官庁が所在しているところである。また、ディリマン地区はフィリピン大学のメインキャンパスの所在地でもある。さらに、15ヘクタールのキャンパスを持つ極東工科大学（Far Eastern University's Institute of Technology：現在のFEU-FERN大学）は、ディリマン地区の中心部に位置している。
地区の中心部に、故大統領のマニュエル・ケソンが埋葬されているケソン・メモリアルがある。大理石で建てられた記念碑は、この地区で最も高い構造物である。 ケソン・メモリアルの廻りには、環状路 (Elliptical Road : R-7/C-5) として、全長約2キロメートルのケソンメモリアルサークルが走っている。 この環状路は、コモンウェルス通り (Commonwealth Avenues : R-7/C-5) 、ビサヤ通り (Visayas Avenues) 、カラヤアン通り (Kalayaan Avenues) 、東通り (East Avenues) 、北通り (North Avenues : C-5) 、ケソン通り (Quezon Avenues : R-7) の六つの大通りに接続しており、東通り、北通り、ケソン通りがエドサ通り (Epifanio de los Santos Avenue(EDSA)(C-4)) や、メトロ・マニラの主な高速道路へのアクセスに利用できる。
フィリピンで最も大きな市役所の1つであるケソンシティホール (Quezon City Hall) は、この環状路に沿って位置し、広々とした公園と空地に囲まれている。 
また、いくつかの中央政府官庁および出先機関がこの地区に位置している。税務署 (BIR) 、社会保障庁 (SSS) 、電力公社 (The National Power Corporation) 、火山地震研究所 (Philvolcs) 、国立コンピュータセンター (NCC) 、オンブズマンのオフィス、農務省 (DA) 、農業改革省 (DAR) 、環境省、および天然資源省 (DENR) の事務局などが所在している。
さらに、このサークルの付近には、多くの重要な医療施設や団体も位置している。東通り沿いには、国立心臓センター、東通り医療センター (EAMC) 、国立腎臓移植研究所、国立精神医療協会等が所在し、北通り沿いには、老人記念医療センター (VMMC) とフィリピン健康協会、ケソン通り沿いには、国立小児医療センターと呼吸器医療センターが所在している。
ディリマン (Diliman) 地区の残りの大部分は、Teachers Village、U.P.Village、Sikatuna Village等の住宅地となっている。住宅地内の多くの建物は、フィリピン大学 (U.P.) 、アテネオ大学 (Ateneo College) 、およびミリアム大学 (Miriam College) に通う市外の学生のための、ボーディングハウス（貸し部屋）に変更されたが、Teachers VillageやU.P. Villageなどの、フィリピン大学キャンパスにより近いものについては普通の住宅形式のままで残っている。地区の境界となっているカティプナン通り (Katipunan Road : C5) は、アテネオ大学とミリアム大学の前を通り、フィリピン大学の裏側も通っている。

### コモンウェルスとバララ (Commonwealth and Balara)
コモンウェルス (Commonwealth) 地区は、ディリマン (Diliman) 地区の北側に位置している。この地区の中心部を、フィリピンで最も広い道路（最大16車線）で、この地区の名前に由来するコモンウェルス通り (Commonwealth Avenue : R-7) が通っている。なお、コモンウェルス通りの正式名称は、ドン・マリアノ・マルコス通り (Don Mariano Marcos Avenue) である。
この地区は基本的に中流階級の住宅地となっており、ドン・ホセハイツ (Don Jose Heights) 、アイデアルサブデビジョン (Ideal Subdivision) 、ヨルダンパークホームズ (Jordan Park Homes) 、ドーニャカルメンサブデビジョン (Dona Carmen Subdivision) 、フィルインベスト1および2の様な分譲住宅地が点在している。しかしながら同時に、バタサンヒルズ (Batasan Hills) という政府も黙認する国内最大の不法居住者（スクオッター）の共同生活地域も存在している。
この地区の中心部には、国家の立法府である下院議事堂のバタサンパンバンサ (Batasang Pambansa) がある。多くの国会議員は、この周囲の区画分譲地に住んでいる。
コモンウェルス (Commonwealth) 地区の南、ディリマン (Diliman) 地区の東側にバララ (Balara) 地区がある。タンダンソラ通り (Tandang Sora Avenue) に面した地域は、キャピトルヒルズサブデビジョン (Capitol Hills Subdivision) 、アヤラハイツ (Ayala Heights) 、アヤラヒルサイドエステーツ (Ayala Hillside Estates) 等の、この地区でもっとも裕福な分譲住宅地がある。この住宅地に隣接して、ポピュラーなキャピトルヒルズゴルフアンドカントリークラブ (The Capitol Hills Golf and Country Club) がある。反面その他は、比較的貧しい地域となっている。
フィリピン職業訓練大学 (Polytechnic University of the Philippines)  のメトロ・マニラ北部キャンパスがある。

### タンダン・ソラ (Tandang Sora)
タンダン・ソラ (Tandang Sora) 地区は、東側をコモンウェルス通り、南側を北通り、西側をフリスコ地区、北側をフェアビュー地区とサウヨ地区に囲まれた地域で、名前の由来は、先の革命時の有名な老婆である「メルコラ・アキノ (Melchora Aquino) 」別名「タンダン・ソラ (Tandang Sora) 」から採られたものである。この地区のほとんどは、「バハイ・トロ」というバランガイとなっており、「プガッドラウィン (Pugad Lawin) 」として知られている「フィリピン革命の史跡」が見つけられている場所でもある。また、地域一帯は住宅地となっており、プロジェクト6および8を代表に、その他多くの区画分譲住宅地があり、「タウンアンドカントリーガーデンビラ (Town & Country Gardenville) 」、「サンペドロサブデビジョン1、 2、 3、 4、 5、 6、7および8 (San Pedro Subdivisions) 」、「ナプコービレッジ (Napocor Village) 」、「ナイアビレッジ (NIA Village) 」、「レイマーサブデビジョン (Reymar Subdivision) 」、「ビラコリナ (Villa Corrina) 」等が所在している。ミンダナオ通り沿いには、いくつかの工場施設がある。「クリアット (Culiat) 」と呼ばれるムスリムの集落もここに所在している。

### ロヨラハイツ (Loyola Heights)
ディリマン (Diliman) 地区の東南には、マリキナ市 (Marikina City) に隣接するロヨラハイツ (Loyola Heights) 地区がある。オーロラブリバード (The Aurora Boulevard (R-6)) や、カティプナンアベニュー (Katipunan Avenue (C-5)) へのアクセスは容易であるが、朝夕のラッシュアワーには交通渋滞が発生する場所である。また、地区内には、マニラ首都圏を東西に走る「マニラ・ライトレール・トランジット・システム2号線 (Manila LRT Purple Line(MRT-2)) 」の「カティプナン駅 (Katipunan Station) 」があり、マニラ市、ケソンクバオ、マリキナ市、パシッグ市、そしてサンフアン市への短時間でのアクセスに利用することができる。マニラ首都圏を南北に走る「マニラ・ライトレール・トランジット・システム1号線 (Manila LRT Yellow Line) 」への乗り換えは、マニラ市内の「レクト駅 (Recto station) 」で可能となっており、また同様に、エドサ通り沿いを走る「マニラ・メトロレール3号線 (Manila MRT Blue Line(MRT-3)) 」への乗り換えは「アラネタセンタークバオ駅 (Araneta Center-Cubao) 」にて可能となっている。
「アテネオ大学 (Ateneo de Manila University) 」と「ミリアム大学 (Miriam College) 」のメインキャンパスはこの地区に所在している。また、「クモン (Kumon) 」、「ニュートンスタディーセンター (Newton Study Center) 」、「MSA」など多くの研究所が所在している。
この地区には中流階級上部の裕福な家庭が住んでおり、「アテネオ大学」、「フィリピン大学」および「ミリアム大学」の学生や教授陣またその家族向けのケータリングサービスも存在している。「アテネオ大学」の北側に位置する「ラ・ビスタ・サブデビジョン (La Vista Subdivision) 」は、高級な門と塀で囲まれた「ゲーテッドコミュニティ」で、ここには元フィリピン大統領の「グロリア・アロヨ (Gloria Macapagal-Arroyo) 」を筆頭に、多くの大物政治家や、金持ちのエリートが住んでいる。さらに、「ラ・ビスタ・サブデビジョン」を通り抜けてアクセスすることができる「ロヨラグランドビラス (Loyola Grand Villas) 」があり、別の高級な門と塀で囲まれたゲーテッドコミュニティとなっている。カティプナン通りを挟んだ「バーシティヒルズ (Varsity Hills) 」と「ザビエルビラ (Xavierville) 」は共に、上流階級の分譲住宅地となっている。しかしながらこの付近と、「ラ・ビスタ・サブデビジョン」右隣の地域には不法居住者が居住しており、居住者を経済面で見てみると複雑な状況となっている地区である。

### クバオ(Cubao)
クバオ(Cubao)地区は、ディリマン(Diliman)地区の南側に位置し、商業の中心地となっている地区である。エドサ通りとオーロラブリバード(Aurora Boulevard (R-6))の交差する地区の中心地には、アラネタ(Araneta)家が所有/開発した35ヘクタールの商業地の「アラネタセンター(Araneta Center)」がある。アラネタセンターの中心は、ニューヨークのマディソン・スクエア・ガーデンを真似た作りとなっており、多くのショッピングモールが立ち並んでいる。前ボクシングヘビー級チャンピオンのモハメド・アリにちなんで命名された「アリ･モール(The Ali Mall)」や、「ファーマーズプラザ(The Farmers Plaza)」、「ゲートウェイモール(The modern Gateway Mall)」等がある。また、「プラザフェアー(Plaza Fair)」、「ルスタンズ(Rustan's)」、「ショップワイズ(Shopwise Supercenter)」そして「マクロ(Makro)」等のデパートもある。そして、その中心部には別名「ビッグドーム(The Big Dome)」と呼ばれる、収容人数50,000人の「アラネタコロシアム(Araneta Coliseum)」がある。ここでは多くのミュージカルショー、アイススケートショー、サーカス、宗教儀式、レスリング、闘鶏やプロバスケットボールの試合が行われる。また、この付近にはナイトクラブ等が数多く点在している。
この地区は、裕福な中流階級から最上流階級の人たちが居住している地域でもある。
アラネタセンターの北側のエドサ通り沿いには、多くの長距離バスターミナルがあり、ルソン島各地や、サマール島、レイテ島や、イロイロ市などのあるヴィサヤ諸島への始発点となっている。
エドサ通り沿いを走る「マニラ・メトロレール3号線 (Manila MRT Blue Line(MRT-3)) 」と、オーロラブリバード沿いを走る「マニラ・ライトレール・トランジット・システム2号線(Manila LRT Purple Line(MRT-2))」の乗換も可能となっている。

### リビス (Libis)
ケソンシティの南端に位置する「リビス (Libis) 」（旧バグンバヤン (Bagumbayan) ）は、新しい商業エリアとして発展している。
ロドリゲス通り(E. Rodriguez Jr. Avenue(C-5))沿いのこの地域には「イーストウッドシティビジネスセンター(The Eastwood City Business Center)」がある。ここにはいくつかの高層ビルが立ち並び、多くのIT企業や家電企業が入居しており、高層住宅もある。
2000年ごろより数多くのレストランやバーが入居し。パリの町並みを髣髴させるような、オープンエアーのカフェやレストランは、現代建築のビル街の中に立ち並んでいる。
最近では、マニラ市のマラテ地区(Malate)やエルミタ地区(Ermita)同様に、夜のエンターテインメントにおける最もクールな地区の1つとなっている。

### ティモッグ地区(Timog area)
ティモッグ通り(South Avenue)とトーマス通り(Tomas Morato Avenue)沿いは、有名な興行商業地区となっている。
この2つの大通りに沿っておしゃれなレストランとバーが多く位置し、「ディスコ」「カラオケクラブ」、および「コメディバー」も点在しており、また、「チコス(Chicos)」、「アドニス(Adonis)」、「ジゴロ(Gigolo)」など、多くのゲイ・バーも所在する一大歓楽街となっている場所である。
ティモッグ通り（Southアベニュー）、エドサ通りとケソン通り(Quezon Avenue(R-7))に囲まれた、通称「南部三角域(The South Triangle)」には、フィリピンを代表するテレビ局の「ABS-CBN(CH2)」と「GMAネットワーク(CH7)」の本社が所在している。
フィリピンのエンターテインメントショーの発信地区となっており、同時に芸能人や有名人の居住地区にもなっている。
1963年8月にギリシャで開催された第11回世界ジャンボリーに参加するための渡航中に、アラブ連合航空869便墜落事故に巻き込まれ亡くなった20名のフィリピン人ボーイスカウト隊員の名誉の記念碑が、地区中央にあるロータリー(Rotunda)に建てられている。この地区に所在するバランガイ(The barangays)の一つに、「Laging Handa = 備えよ常に」があり、これはボーイスカウトのモットーとなっている。また、この地区の通りの名称は上記スカウトたちの名前がつけられており、この地区は「スカウトエリア」とも呼ばれている。
上記スカウティングメモリアルの付近は、フィリピン史上最悪の火災事故が発生した「オゾン・ディスコ(Ozone disco)」があった場所でもある。

### ノバリチェスとフェアビュー(Novaliches/Fairview)

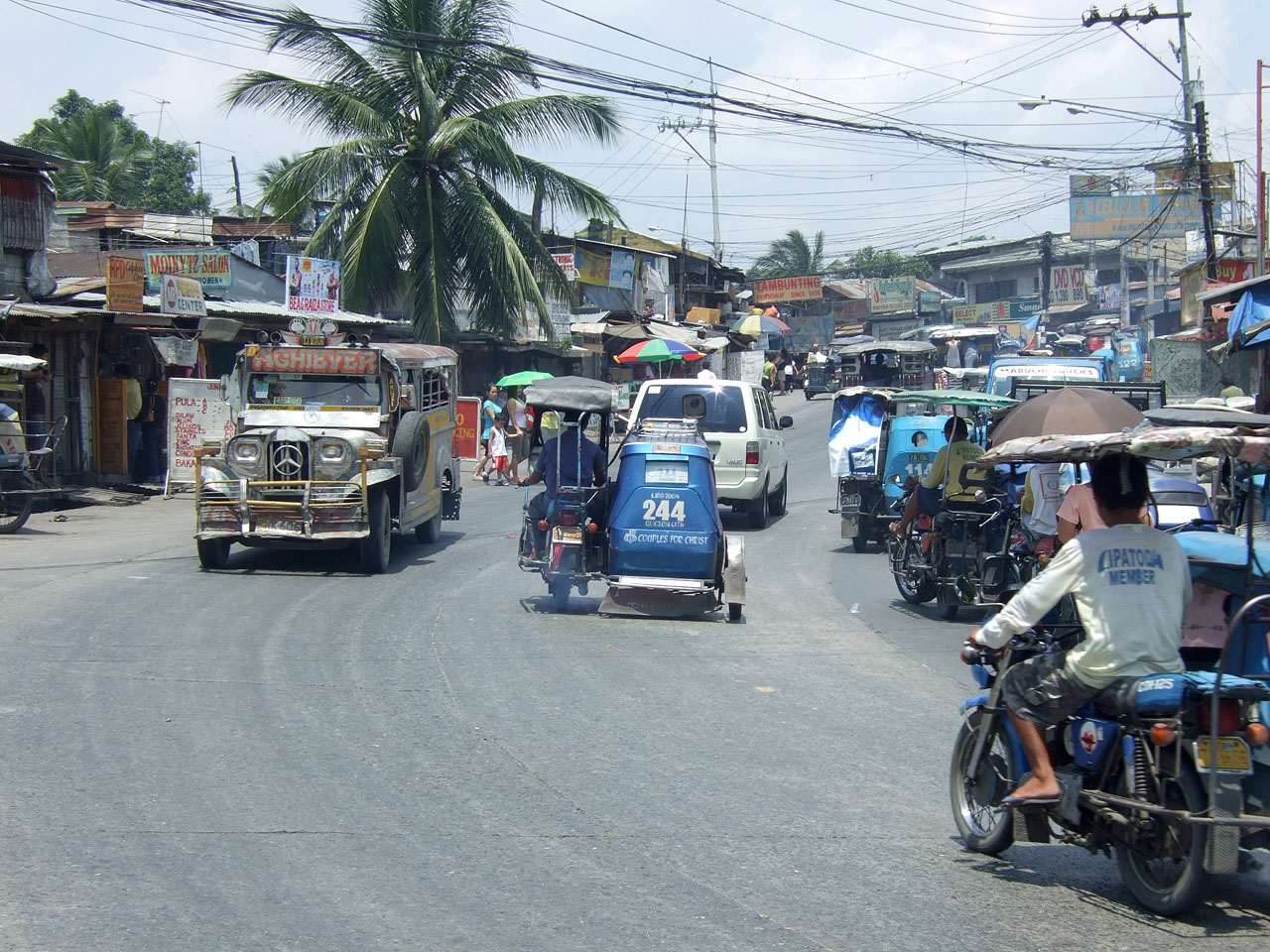
ラ・メーサ湖付近の喧騒

ケソン北部には、「カローカン市」、「バレンズエラ市」および、ブラカン州の「サン・ホセ・デル・モンティ市(San Jose del Monte City)」、リサール州の「モンタルバン(Montalban)」に接する、「ノバリチェス(Novaliches)」地区および「フェアビュー(Fairview)」地区があり、主として住宅となっている。さらに、東部には、首都圏北部に水道水を供給する「ラ・メーサダム(The La Mesa Dam)」の水域が広がっている。地域のもっとも古い地区「ノバリチェスバヤン(Novaliches Bayan)」から人口が広がり始め、その増加と共に、ラ・メーサ湖の縁に沿う様に、人口密集地が徐々に広くなっていった(ラグロおよびフェアビュー(Lagro and Fairview))。ラ・メーサ湖に隣接して、首都圏で唯一の森林公園「ラ・メーサエコパーク」があり、そこには「コンベンションセンター」、「ピクニックエリア」、「スイミングプール」やボート遊びのための大きな池がある。また、この公園は、2005年に開催された「2005 Southeast Asian Games」のボート競技開催場所でもあった。現在も定期的にボート競技が開催されている。
また、この地区には「SMシティフェアビュー(SM City Fairview)」と「ロビンソンプレースノバリチェス(Robinsons Place Novaliches)」の二つのショッピングモールがある。
ノバリチェス (Novaliches) という地名は、スペイン統治時代の総督である、「マルキス・デ・ノバリチェス(Marquis de Novaliches)」から採られたもので、1940年代にケソンシティに割譲される前には、リサール州の一部でした。
1999年に、ノバリチェスの市制化を問う住民投票が当時のケソンシティの有権者により行われた結果、15のバランガイがケソン市より割譲され、新しく「ノバリチェス市(Novaliches City)」が誕生した。

### サンタ・メサハイツ(Sta. Mesa Heights)
「サンタメサハイツ(Sta. Mesa Heights)」は、裕福な中流階級と中流階級ファミリーが住んでいる住宅地域となっている。また、フィリピンを代表する教会の「アワレディオブロードス(Our Lady of Lourdes)」の本部が所在している。「ロードススクールオブケソン市(Lourdes School of Quezon City)」と「聖テレサ大学(St. Theresa's College)」のキャンパスも所在している。

### サン・フランシスコ・デル・モンテ(San Francisco Del Monte)
サン・フランシスコ・デル・モンテ(San Francisco Del Monte)は、マニラの「イントラムロス(Intramuros)」の居住者のための移転地として、1590年2月17日に設立された。「アモラント通り(N.S. Amoranto Sr. Avenue)」は以前「レティロ(Retiro)」と呼ばれていた。レティロ(Retiro)とは、「retreat=引退」という意味で、多くの引退者の人たちを集めることを念頭に開発された地区でもある。この地区の一番古区からある建物は、聖フランシス教会で、スペイン人の慈善修道士であり創設者でもある、「聖フランシス(St. Francis)=アッシジ(Assisi)」にちなんで名付けられた。
スペイン統治時代の間、250エーカー(1.0km²)のこの地区は独立している町であったが、後にケソン市が成立すると共に、吸収合併された。現在では、市内でも最も人口密度の高い地区となっている。バランガイ「サンアントニオ(Barangay San Antonio)」に代表されるように、この地域は多くの住宅地を含んでいる。同時に、フォアンルナ通り(Judge Juan Luna street)沿いには、多くの工業施設も存在している。また、この地区の大きな交通の要所として、ルーズベルト通り(Roosevelt Ave)とデルモンテ通り(Del Monte Ave)の交差点がある。
初期のこの地区は、2.5km²のプロジェクト7および8(Project 7 and 8)エリアから開発が始まり、現在ではティモッグエリアに迫るところまで来ている。「パライソ(Paraiso)」、「パルトック(Paltok)」、「マサンボン(Masambong)」、「ダマヤン(Damayan)」そして[デルモンテ(Del Monte)」等のバランガイから構成されている。

### ガラス/サントール(Galas-Santol)
ガラス/サントール(Galas-Santol)地区は、市の南西に位置しマニラ市との境界地区となっている。ガラス地区には、マヌエル・L・ケソン(Manuel L. Quezon)の妻のオーロラ A. ケソン(Aurora A. Quezon)にちなんで名付けられた小学校がある。また、カルロスアルバート高校(Carlos L. Albert High School)の名前は、元副市長の名前にちなみつけられた。
アラネタ通り(Araneta avenue)の突き当りには、ショッピングモールの「SMシティサンタメサ(SM City Sta. Mesa)」が建っている。

### プロジェクト地区(The Project Areas)
プロジェクト地区(The Project Areas)には、元フィリピン大統領の「ケソン」、「キリノ」および「マルコス」によってケソン市最初の住宅の区画分譲地プロジェクト地区として開発された、「ロハス(Roxas)=プロジェクト1(Project1)」、「キリノA(Quirino-A)=プロジェクト2(Project2)」、「キリノB(Quirino-B)=プロジェクト3(Project3)」、「プロジェクト4(Project4)」、「カミアス(Kamias)=プロジェクト5(Project 5)」、「Project6」、「Project7」、「Project8」がある。

## 姉妹都市
- ニューウエストミンスター（カナダ連邦 ブリティッシュコロンビア州）
- 千葉市（日本国 千葉県）
- 台北市（中華民国 直轄市）
- デーリーシティ（アメリカ合衆国 カリフォルニア州）
- ソルトレイクシティ（アメリカ合衆国 ユタ州）
- ケノーシャ（アメリカ合衆国 ウィスコンシン州）
- ハガニア（アメリカ合衆国 グアム準州）
- カラカス（ベネズエラ・ボリバル共和国 ミランダ州）
- ジェネラル・サントス（フィリピン共和国 南コタバト州）
- イロイロ（フィリピン共和国 イロイロ州）

## 出身有名人
- クリス・アキノ（英語版） (女優)
- アンジェリカ・パガニバン (女優)
- ジョビー・マルセロ (レーシングドライバー)
- ココ・マルティン（英語版） (俳優)
- レジー・リー (俳優)
- コービー・パラス（バスケットボール選手）